# Luey
Luey ist ein männlicher Vorname, der vor allem im englischsprachigen Raum auch als Familienname Verwendung findet. Im deutschen Sprachraum fand der Vorname Luey erst ab den späten 1970er Jahren weitere Verbreitung. Die feminene Version von Luey sind Lousie oder auch Luvia. In Frankreich findet er als Lueye und im Amerikanischen als Luoy Verwendung.

## Herkunft und Bedeutung
Der Name stammt aus dem altenglischen und bedeutet so viel wie „der Beschützer“ oder „der Weise“.